# Волошский шлях
Волошский шлях (Волохский шлях, Покутский или Золотой шлях) — один из четырёх крупнейших татарских путей (шлях), которым в XVI — 1-й половине XVIII столетия осуществлялись татарские набеги за ясырем на территории Валахии, Молдовы (отсюда другое название — Молдавский), Галицкой земли и Львовские земли Русского воеводства Речи Посполитой. 
Волошский шлях исходил из Белгорода (Аккермана, сейчас город Белгород-Днестровский.), и шёл через Бессарабию, между бассейнами Днестра и Прута (приток Дуная) на Покутье (от города Снятин и далее на запад путь имел также название Золотой), через брод на Днестре возвращался в направлении города Бучач, а оттуда шёл на запад до Львова.
Второй рукав этого пути вел правым берегом Днестра по галицким землям и доходил до реки Висла. Названия «Золотой» или «Воровской» носил, вероятно, от большого ясыря и значительного количества награбленного богатства, взятого татарами из этого богатого и густонаселенного региона.